# ホーリーネーム
ホーリーネーム（Holy name）とは、オウム真理教の出家信者に与えられた教団内での宗教名。ある一定の「ステージ」に到達したときに、麻原彰晃本人から授与された。

## 概要
教団初期に麻原を支えた人物（ホーリーネームはラーマクリシュナナンダ）が以前在籍していた宗教団体を参考に出家制度とホーリーネーム制度を導入した。サンスクリット語・パーリ語・チベット語から採られており、仏教経典に出てくる高僧やヒンドゥー教の神々の名前を組み合わせて命名した。中にはサンジャヤ、ゴーサーラなど六師外道からとられたものもいる。長女から三女のホーリーネームはいずれもシヴァ神妃の名称からとられている。
最初にホーリーネームが授与されたのは石井久子で、その次に大内早苗、ラーマクリシュナナンダの順だった。
一般的に、後に入信した信者ほど、ホーリーネームが長くなる傾向にあった。出家者名簿記載のホーリーネーム所持者は1994年6月時点で237名、1995年4月時点で663名であった。

## 主要幹部のホーリーネーム
太字は刑死した人物

### 麻原一家
- 松本智津夫 - マハー・グル・アサハラ（麻原彰晃）
- 松本知子 - マハーマーヤ → ヤソーダラー
- 松本の長女（松本美和） - アジタナーター・ドゥルガー
- 松本の次女（松本宇未） - アジタナーター・カーリー
- 松本の三女（松本麗華） - アジタナーター・ウマー・パールヴァティー・アーチャリー
- 松本の四女（松本聡香）　- アジタナーター・スヴァーハー

### 科学技術省
- 村井秀夫 - マンジュシュリー・ミトラ
- 渡部和実 - ゴーサーラ
- 小池泰男 - ヴァジラチッタ・イシディンナ
- 広瀬健一 - サンジャヤ
- 豊田亨 - ヴァジラパーニ
- 横山真人 - ヴァジラ・ヴァッリィヤ

### 厚生省
- 遠藤誠一 - ジーヴァカ
- 土谷正実 - クシティガルバ
- 菊地直子 - エーネッヤカ・ダーヴァナ・パンニャッター

### 諜報省
- 井上嘉浩 - アーナンダ
- 平田悟 - ラーダ
- 富永昌宏 - ヴェーマチトラ
- 高橋克也 - スマンガラ

### 自治省
- 新実智光 - ミラレパ
- 杉本繁郎 - ガンポパ
- 北村浩一 - カッサパ
- 外崎清隆 - ローマサカンギヤ
- 中村昇 - ウパーリ
- 端本悟 - ガフヴァ・ラティーリヤ
- 山形明 - ガル・アニーカッタ・ムッタ
- 富田隆 - シーハ

### 建設省
- 早川紀代秀 - ティローパ
- 中田清秀 - ジョーティス・パタトヴァチャ・ウパスターカ

### 法務省
- 青山吉伸 - アパーヤジャハ
- 広末晃敏 - ラフチッタ・ヴィナヤ・パデーナムッタ

### 文部省
- 杉浦茂 - ヴァジラチッタ・ヴァンギーサ

### 車両省
- 野田成人 - ヴァジラティクシュナ
- 平田信 - ポーシャ

### 信徒庁
- 飯田エリ子 - ラクシュミー → サクラー
- 大内早苗 - マザー・シャクティー・シャンティー → ソーナー
- 都沢和子 - ウッパラヴァンナー
- 二ノ宮耕一 - アッサージ

### その他
- 石井久子 - マザー・シャクティー・ケイマ → マハー・ケイマ
- 上祐史浩 - マイトレーヤ
- 宮前一明 - マハー・アングリマーラ
- 山本まゆみ -  ブラフマニー → キサーゴータミー
- 中川智正 - ヴァジラ・ティッサ
- 大内利裕 - プンナ・マンターニプッタ
- 石井紳一郎 - アポロン → ウルヴェーラ・カッサパ
- 石川公一 - サルヴァニーヴァラナヴィシュカンビン
- 林郁夫 - クリシュナナンダ
- 岐部哲也 - マハーカッサパ
- 越川真一 - メッタジ
- 村岡達子 - ウッタマー
- 松葉裕子 - スッカー
- 満生均史 - マルパ・ロサ
- 松田ユカリ - バッダー・カピラーニー
- 宮本公恵 - マチク・ラプドンマ
- 秋山伸二 - アジタ
- 坪倉浩子 - ダルマヴァジリ
- 名倉文彦 - ナローパ